# Чемпионат России по лёгкой атлетике в помещении 2016
Чемпионат России по лёгкой атлетике в помещении 2016 года прошёл 23—25 февраля в Москве в манеже ЛФК «ЦСКА». Соревнования одновременно являлись 9-м, финальным, этапом серии турниров «Зимний Гран-при», организованной в 2016 году Всероссийской федерацией лёгкой атлетики. На протяжении 3 дней было разыграно 26 комплектов медалей.
Чемпионат стал первым национальным первенством после отстранения сборной России от международных соревнований в ноябре 2015 года в связи с допинговым скандалом. Официально о невозможности участия российских легкоатлетов в чемпионате мира в помещении 2016 года в американском Портленде стало известно 19 ноября 2015 года.
Чемпионат России по многоборьям в помещении 2016 проводился отдельно 19—21 февраля в Смоленске.

## Медалисты

### Мужчины
| Дисциплина       | Золото                                                 | Золото   | Серебро                                                  | Серебро  | Бронза                                                      | Бронза   |
| ---------------- | ------------------------------------------------------ | -------- | -------------------------------------------------------- | -------- | ----------------------------------------------------------- | -------- |
| 60 м             | Максим Половинкин Самарская область Пензенская область | 6,71     | Александр Бреднев Краснодарский край Ульяновская область | 6,71     | Денис Огарков Липецкая область Брянская область             | 6,72     |
| 200 м            | Максим Файзулин Тюменская область                      | 21,14    | Вячеслав Колесниченко Москва Нижегородская область       | 21,17    | Константин Петряшов Вологодская область Санкт-Петербург     | 21,25    |
| 400 м            | Владимир Краснов Иркутская область Московская область  | 46,46    | Максим Рафилович Санкт-Петербург Вологодская область     | 46,51    | Артём Денмухаметов Свердловская область Челябинская область | 46,89    |
| 800 м            | Константин Холмогоров Москва Пермский край             | 1.48,85  | Данил Стрельников Башкортостан                           | 1.49,07  | Сергей Дубровский Московская область Белгородская область   | 1.49,12  |
| 1500 м           | Валентин Смирнов Санкт-Петербург Челябинская область   | 3.43,39  | Тимофей Петров Санкт-Петербург                           | 3.44,39  | Евгений Кунц Москва Алтайский край                          | 3.44,52  |
| 3000 м           | Ринас Ахмадеев Татарстан                               | 7.53,39  | Владимир Никитин Москва Пермский край                    | 7.53,39  | Егор Николаев Московская область Башкортостан               | 7.54,11  |
| 5000 м           | Андрей Минжулин Москва Свердловская область            | 13.49,64 | Ринас Ахмадеев Татарстан                                 | 13.50,57 | Анатолий Рыбаков Кемеровская область                        | 13.50,83 |
| 60 м с барьерами | Константин Шабанов Москва Псковская область            | 7,67     | Сергей Солодов Санкт-Петербург                           | 7,82     | Александр Евгеньев Москва Ростовская область                | 7,82     |
| Прыжок в высоту  | Даниил Цыплаков Краснодарский край Хабаровский край    | 2,30 м   | Алексей Дмитрик Краснодарский край Санкт-Петербург       | 2,28 м   | Данил Лысенко Московская область Башкортостан               | 2,28 м   |
| Прыжок с шестом  | Георгий Горохов Москва Брянская область                | 5,70 м   | Тимур Моргунов Челябинская область                       | 5,65 м   | Евгений Лукьяненко Краснодарский край                       | 5,60 м   |
| Прыжок в длину   | Василий Копейкин Москва Нижегородская область          | 8,05 м   | Максим Колесников Москва Санкт-Петербург                 | 7,91 м   | Павел Шалин Москва Липецкая область                         | 7,79 м   |
| Тройной прыжок   | Люкман Адамс Москва Санкт-Петербург                    | 16,85 м  | Дмитрий Чижиков Москва Санкт-Петербург                   | 16,65 м  | Алексей Фёдоров Московская область Смоленская область       | 16,59 м  |
| Толкание ядра    | Константин Лядусов Москва Ростовская область           | 20,88 м  | Александр Лесной Краснодарский край                      | 20,19 м  | Максим Сидоров Московская область                           | 20,18 м  |

### Женщины
| Дисциплина       | Золото                                                   | Золото   | Серебро                                                   | Серебро  | Бронза                                                           | Бронза   |
| ---------------- | -------------------------------------------------------- | -------- | --------------------------------------------------------- | -------- | ---------------------------------------------------------------- | -------- |
| 60 м             | Кристина Сивкова Москва Омская область                   | 7,22     | Анна Кукушкина Московская область ЯНАО                    | 7,28     | Евгения Полякова Москва                                          | 7,29     |
| 200 м            | Екатерина Реньжина Москва Тульская область               | 23,59    | Алёна Мамина Московская область Свердловская область      | 23,59    | Елена Черняева Санкт-Петербург Вологодская область               | 23,65    |
| 400 м            | Антонина Кривошапка Москва Волгоградская область         | 51,98    | Яна Глотова Московская область Липецкая область           | 52,77    | Надежда Котлярова Москва Карелия                                 | 53,30    |
| 800 м            | Алёна Шухтуева Башкортостан                              | 2.03,76  | Анастасия Калина Санкт-Петербург                          | 2.03,80  | Елена Котульская Москва Саха−Якутия                              | 2.03,95  |
| 1500 м           | Елена Коробкина Москва Липецкая область                  | 4.09,50  | Анастасия Калина Санкт-Петербург                          | 4.09,81  | Александра Гуляева Москва Ивановская область                     | 4.11,43  |
| 3000 м           | Светлана Аплачкина Воронежская область                   | 8.59,94  | Екатерина Соколенко Томская область Новосибирская область | 9.00,52  | Юлия Зарипова Татарстан Московская область Волгоградская область | 9.01,20  |
| 5000 м           | Елена Седова Новосибирская область                       | 15.28,95 | Алла Кулятина Новосибирская область                       | 15.32,44 | Елена Наговицына Чувашия Удмуртия                                | 15.51,47 |
| 60 м с барьерами | Нина Морозова Краснодарский край Брянская область        | 8,09     | Мария Аглицкая Москва Санкт-Петербург                     | 8,20     | Анастасия Николаева Московская область Самарская область         | 8,22     |
| Прыжок в высоту  | Ирина Гордеева Санкт-Петербург                           | 1,94 м   | Мария Кучина Московская область Кабардино-Балкария        | 1,91 м   | Кристина Королёва Кемеровская область Липецкая область           | 1,91 м   |
| Прыжок с шестом  | Анжелика Сидорова Москва Чувашия                         | 4,70 м   | Ангелина Краснова Москва Иркутская область                | 4,65 м   | Ольга Муллина Москва Белгородская область                        | 4,60 м   |
| Прыжок в длину   | Юлия Пидлужная Свердловская область                      | 6,75 м   | Вероника Семашко Москва Санкт-Петербург                   | 6,71 м   | Анна Мисоченко Краснодарский край                                | 6,67 м   |
| Тройной прыжок   | Екатерина Конева Краснодарский край Хабаровский край     | 14,32 м  | Олеся Тихонова Москва Волгоградская область               | 13,89 м  | Наталья Алексеева Москва Владимирская область                    | 13,82 м  |
| Толкание ядра    | Евгения Соловьёва Московская область Челябинская область | 18,00 м  | Олеся Свиридова Москва Хабаровский край                   | 17,87 м  | Ирина Кириченко Иркутская область                                | 17,85 м  |

## Чемпионат России по многоборьям
Чемпионы страны в мужском семиборье и женском пятиборье определились 19—21 февраля 2016 года в Смоленске в легкоатлетическом манеже СГАФКСТ. Илья Шкуренёв и Ульяна Александрова впервые в карьере стали зимними чемпионами страны.

### Мужчины
| Дисциплина | Золото                                                 | Золото     | Серебро                               | Серебро    | Бронза                                                    | Бронза     |
| ---------- | ------------------------------------------------------ | ---------- | ------------------------------------- | ---------- | --------------------------------------------------------- | ---------- |
| Семиборье  | Илья Шкуренёв Краснодарский край Волгоградская область | 6037 очков | Сергей Тимшин Москва Липецкая область | 5958 очков | Евгений Саранцев Краснодарский край Волгоградская область | 5889 очков |

### Женщины
| Дисциплина | Золото                                                     | Золото     | Серебро                        | Серебро   | Бронза                                                | Бронза    |
| ---------- | ---------------------------------------------------------- | ---------- | ------------------------------ | --------- | ----------------------------------------------------- | --------- |
| Пятиборье  | Ульяна Александрова Московская область Кемеровская область | 4535 очков | Любовь Ткач Москва Саха−Якутия | 4482 очка | Александра Бутвина Ростовская область Санкт-Петербург | 4341 очко |